# Khu công nghiệp Sông Hậu

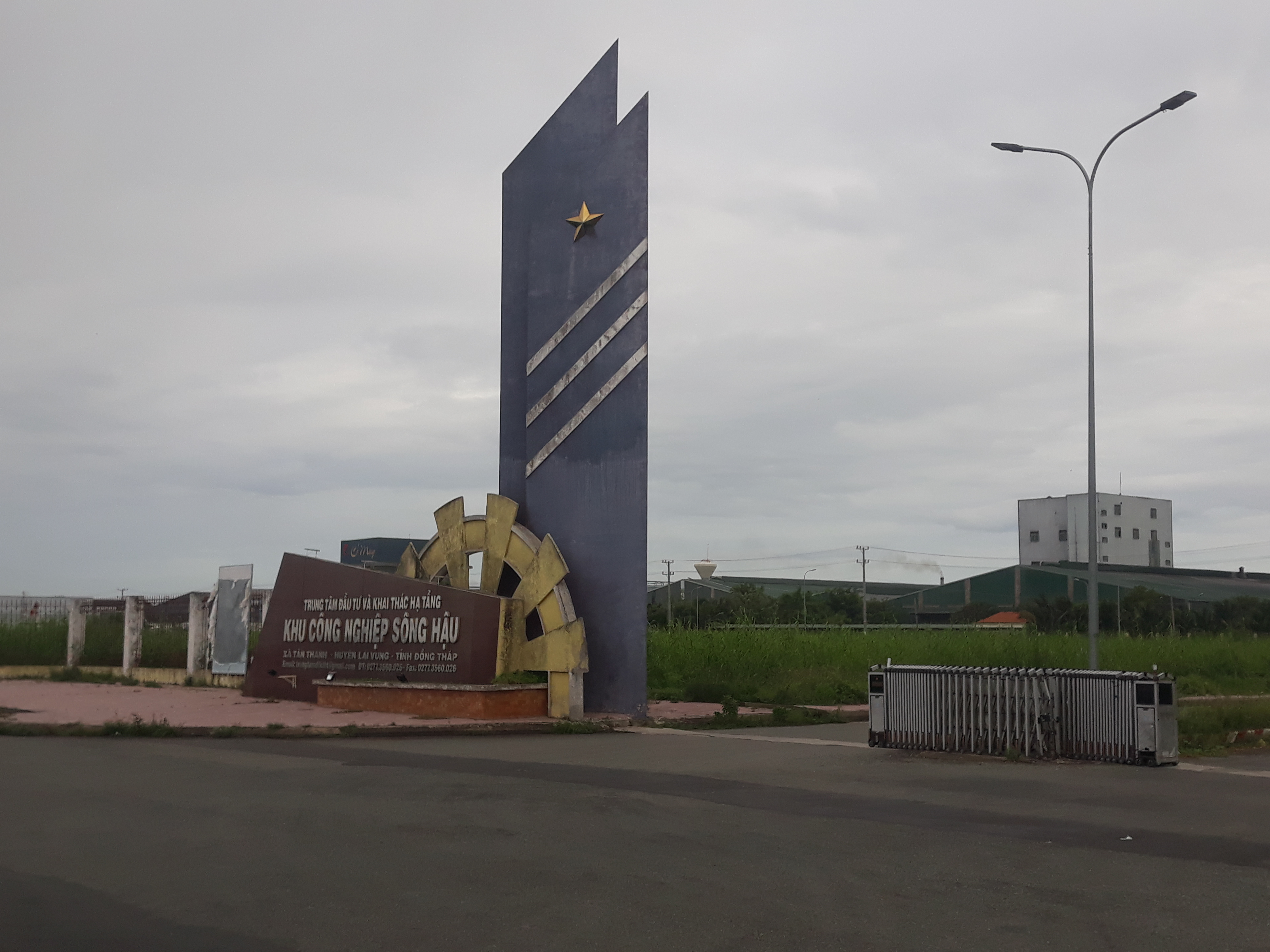
Cổng chính khu công nghiệp Sông Hậu

Khu công nghiệp Sông Hậu (tên tiếng Anh: SOHA) được thành lập theo Quyết định số 252/QĐ-UBND.HC  ngày 10/3/2009 của UBND tỉnh Đồng Tháp về việc thành lập Khu công nghiệp Sông Hậu, thuộc xã Tân Thành, huyện Lai Vung với tổng diện tích là 45,2 ha.

## Vị trí địa lý
- Đông Bắc giáp: Quốc lộ 54.
- Tây Nam giáp: Sông Hậu.
- Đông Nam giáp: Rạch Cái Sơn lớn.
- Tây Bắc giáp: Tổng kho lương thực Miền Nam.

### Điều kiện đất:
Đất phù sa sông bồi đắp.

### Độ cao so với mực nước biển:
Độ cao trung bình 2 - 3 m so với mực nước biển.

### Điều kiện khí hậu:
Khí hậu nhiệt đới ẩm gió mùa.

### Khoảng cách tới Thành phố lớn gần nhất:
Cách thành phố Sa Đéc 20 km.

### Khoảng cách tới Trung tâm tỉnh:
Cách thành phố Cao Lãnh 32 km.

### Khoảng cách tới Sân bay gần nhất:
Cách sân bay Cần Thơ khoảng 43 km, Cách Sân bay quốc tế Tân Sơn Nhất khoảng 166 km.

### Khoảng cách tới Ga đường sắt gần nhất:
Cách ga Sài Gòn khoảng 165 km.

### Khoảng cách tới Cảng sông gần nhất:
Cách Cảng Sa Đéc khoảng 23 km.

### Khoảng cách tới Cảng biển gần nhất:
Cách Cảng Cái Cui khoảng 53 km đường bộ và khoảng 143 km đi bằng đường thủy.

## Cơ sở hạ tầng kỹ thuật

### Hệ thống Giao thông
Đường bê tông nhựa đảm bảo cho xe có tải trọng H30. Bao gồm các loại đường 7m, 9m và 17m. Có hè đường cho người đi bộ và hệ thống chiếu sáng, cây xanh tạo cảnh quan thoáng mát, sạch đẹp.

### Điện
Tuyến điện 22KV.

### Nước
Có trạm cấp nước mặt và nguồn nước ngầm với công suất 2500 m3/ ngày.

### Xử lý nước thải
Đang chuẩn bị triển khai xây dựng nhà máy xử lý nước thải tập trung.

### Xử lý rác thải
Doanh nghiệp thỏa thuận với Đội thu gom rác thải rắn của Công ty Cổ phần Cấp thoát nước và Môi trường Đô thị Đồng Tháp tại TP. Cao Lãnh.

### Hệ thống cứu hỏa
Công an PCCC của địa phương đảm bảo nhanh khi có sự cố.

### Thông tin liên lạc
Mạng lưới viễn thông hiện đại đáp ứng mọi nhu cầu của các nhà đầu tư.

### Thông tin khác
Có hè đường cho người đi bộ và hệ thống chiếu sáng, cây xanh tạo cảnh quan thoáng mát, sạch đẹp.

## Diện tích và hiện trạng

### Tổng diện tích quy hoạch
66,336 (ha).

### Diện tích sẵn sàng cho thuê
66,336 (ha).

## Lĩnh vực thu hút đầu tư
Chế biến nông, thủy sản xuất khẩu; chế biến thức ăn thủy sản, gia súc, gia cầm; chế biến thực phẩm đóng hộp; cơ khí phục vụ nông nghiệp; vật liệu xây dựng; chế biến lương thực, thực phẩm; dược phẩm; may mặc và các ngành nghề khác.

## Chi phí đầu tư

### Thuê đất
30 USD/m²
Thuê thời gian còn lại của khu công nghiệp (đã bao gồm Thuế VAT).

### Thuê nhà xưởng
USD/m².

### Phí quản lý
0.3.

### Giá điện
Áp dụng theo giá điện hiện hành.

### Giá nước
11.000 đồng/m³ theo Quyết định số 24/2017/QĐ-UBND ngày 28/6/2017 của UBND tỉnh Đồng Tháp về việc quy định giá tiêu thụ nước sạch phục vụ cho sinh hoạt, sản xuất, kinh doanh và dịch vụ trên địa bàn tỉ
Phí xử lý nước thải
Phí xử lý chất thải rắn
Doanh nghiệp thỏa thuận với Đội thu gom rác thải rắn của Công ty Cổ phần Cấp thoát nước và Môi trường Đô thị Đồng Tháp.

## Chính sách ưu đãi

### Ưu đãi thuế thu nhập doanh nghiệp
Khu công nghiệp Sông Hậu được hưởng mức ưu đãi đầu tư tương đương với địa bàn kinh tế xã hội khó khăn, các dự án mới khi đầu tư vào khu công nghiệp này sẽ được hưởng mức ưu đãi cụ thể như sau: + Thuế suất 17% trong thời gian 10 (mười) năm. + Miễn thuế 02 năm và giảm 50% số thuế phải nộp trong 04 năm tiếp theo. (Áp dụng tại khoản 3; Điều 15 và khoản 3; Điều 16 Nghị định số 218/2013/NĐ-CP ngày 26 tháng 12 năm 2013 của Chính phủ Quy định chi tiết và hướng dẫn thi hành Luật thuế thu nhập doanh nghiệp) * Ghi chú: Mức ưu đãi đầu tư về thuế suất và miễn giảm thuế đối với dự án đầu tư mới còn tùy thuộc vào lĩnh vực ngành nghề ưu đãi đầu tư theo quy định của pháp Luật về Thuế thu nhập doanh nghiệp.

### Ưu đãi thuế nhập khẩu
Được miễn thuế hàng hóa nhập khẩu để tạo tài sản cố định cho dự án (Căn cứ tại Điều 14 Nghị định số 134/2016/NĐ-CP ngày 01/9/2016 của Chính phủ quy định chi tiết một số điều và biện pháp thi hành Luật thuế xuất khẩu, thuế nhập khẩu và khoản 2 Điều 15 Nghị định số 118/2015/NĐ-CP ngày 12 tháng 11 năm 2015 của Chính phủ quy định chi tiết và hướng dẫn thi hành một số điều của Luật Đầu tư).

### Ưu đãi thuế VAT
không có.

### Các ưu đãi khác
không có.